# سلیمان نیامبوی
سلیمان نیامبوی (انگلیسی: Suleiman Nyambui؛ زادهٔ ۱۳ فوریهٔ ۱۹۵۳) دونده دو استقامت و دونده دو نیمه‌استقامت اهل تانزانیا بود.